# Якубов, Мирсулейман
Мирсулейман Якубов — советский колхозник, Герой Социалистического Труда.

## Биография
Родился в 1902 году на территории современного Янги-Юльском района Ташкентской области. Член КПСС.
В 1920—1956 гг. — крестьянин, издольщик, организатор сельскохозяйственного производства, председатель Совета урожайности колхоза имени Кагановича Янги-Юльского района Ташкентской области.
Указом Президиума Верховного Совета СССР от 13 января 1950 года присвоено звание Героя Социалистического Труда с вручением ордена Ленина и золотой медали «Серп и Молот».
Умер после 1957 года.

## Награды и звания
- Герой Социалистического Труда (13.06.1950).
- орден Ленина (27.04.1948, 13.06.1950, 31.05.1951)
- орден Трудового Красного Знамени (25.12.1944, 07.07.1949)
- орден «Знак Почёта» (23.01.1946)